# Ulrich Timm
Ulrich Timm (* 16. Februar 1962 in Lüneburg) ist ein deutscher Journalist und Fernsehmoderator. Er arbeitet hauptsächlich für tagesschau24.

## Leben
Nach Abitur und Wehrdienst studierte er Rechtswissenschaften an der Universität Hannover. Nach dem Referendariat legte er 1989 sein zweites Staatsexamen ab.
Von 1987 bis 1989 arbeitete er als freier Mitarbeiter bei NDR-Hörfunk und -Fernsehen und „Neuer Presse“. Nach dem Redaktionsvolontariat 1990/91 beim NDR war er Programmreferent beim Programmdirektor Fernsehen. Ab 1997 war er Gründungsredakteur bei Phoenix, dem Ereignis- und Dokumentationskanal von ARD und ZDF und leitete dort bis 2006 die Programmplanung. 2006 wechselte er dann in die Planung von tagesschau24 (früher EinsExtra), wo er auch das Talk-Format „Gespräch“ moderiert.

## Journalistische Arbeit
Timm war seit Beginn seiner Arbeit bei Phoenix neben seiner Tätigkeit als Planungsleiter auch als Moderator der Sonderprogramme von Phoenix und als Vor-Ort-Reporter tätig. Bei tagesschau24 ist er Moderator des Polit-Talks „Gespräch“. Themenschwerpunkte sind beispielhaft Innenpolitik, Europapolitik, USA und Asien, Umweltpolitik, Sozialpolitik oder Gesundheitspolitik.
Seit 2008 unterrichtet Ulrich Timm Medienmanagement an der Universität Hamburg, Studiengang Medien und Kommunikationswissenschaft.
Timm ist Fellow des Arthur F. Burns Fellowship, des „Senior Editors Programms“ der RIAS Berlin Kommission und Fellow des „Leadership“ Programms der Bertelsmann Stiftung.